# Chlaenius perplexus
Chlaenius perplexus är en skalbaggsart som beskrevs av Pierre François Marie Auguste Dejean. Chlaenius perplexus ingår i släktet Chlaenius och familjen jordlöpare. Inga underarter finns listade i Catalogue of Life.